# Верё
Верё (фр. Vereux) — коммуна во Франции, находится в регионе Франш-Конте. Департамент — Верхняя Сона. Входит в состав кантона Дампьер-сюр-Салон. Округ коммуны — Везуль.
Код INSEE коммуны — 70546.

## География

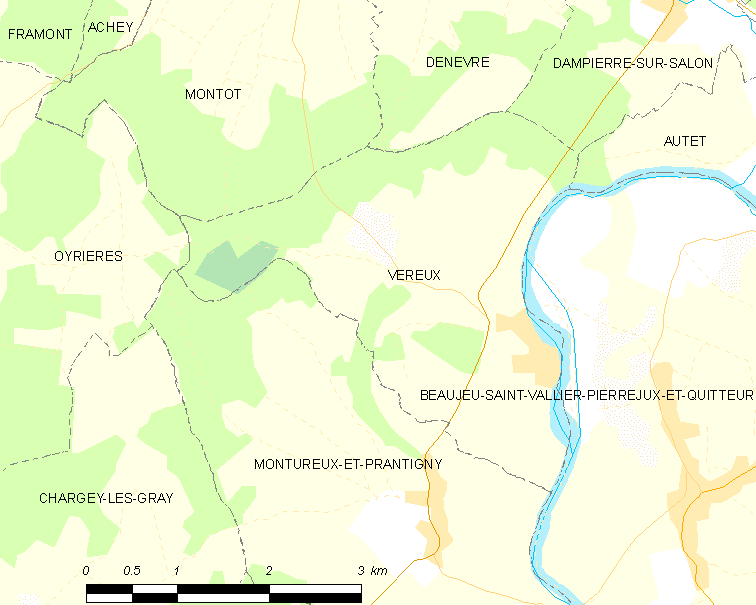
Карта коммуны

Коммуна расположена приблизительно в 290 км к юго-востоку от Парижа, в 45 км северо-западнее Безансона, в 40 км к западу от Везуля.
Вдоль восточной границы коммуны протекает река Салон.

## Население
Население коммуны на 2010 год составляло 255 человек.
| 1962 | 1968 | 1975 | 1982 | 1990 | 1999 | 2010 |
| ---- | ---- | ---- | ---- | ---- | ---- | ---- |
| 183  | 171  | 266  | 243  | 205  | 204  | 255  |

## Администрация
| Период | Период | Фамилия     | Партия                    | Примечания |
| ------ | ------ | ----------- | ------------------------- | ---------- |
| 1980   | 1994   | М. Кюне     |                           |            |
| 1994   | 2014   | Шарль Готье | Союз за народное движение |            |

## Экономика
В 2010 году среди 150 человек трудоспособного возраста (15—64 лет) 115 были экономически активными, 35 — неактивными (показатель активности — 76,7 %, в 1999 году было 66,9 %). Из 115 активных жителей работали 107 человек (57 мужчин и 50 женщин), безработных было 8 (2 мужчин и 6 женщин). Среди 35 неактивных 10 человек были учениками или студентами, 12 — пенсионерами, 13 были неактивными по другим причинам.